# Juri (Bangladesh)
Juri è un sottodistretto (upazila) del Bangladesh situato nel distretto di Maulvi Bazar, divisione di Sylhet. Si estende su una superficie di 186,30 km² e conta una popolazione di 122.853 abitanti (dato censimento 1991).